# Aldeavieja de Tormes
Aldeavieja de Tormes ist eine kleine westspanische Gemeinde (municipio) in der Provinz Salamanca in der Autonomen Gemeinschaft Kastilien-León. Seit der zweiten Hälfte des 20. Jahrhunderts hat sie wie viele Gemeinden der Region einen Bevölkerungsrückgang erlebt. Nachdem im Jahr 1950 noch 356 Einwohner in ihr lebten, hatte sie im Jahr 2024 nur noch 99 Einwohner.

## Bevölkerungsentwicklung
| Jahr      | 1900 | 1950 | 1960 | 1970 | 1991 | 2000 | 2018 |
| Einwohner | 486  | 356  | 300  | 222  | 154  | 140  | 102  |

Die ersten Spuren menschlicher Präsenz in Aldeavieja stammen aus der Bronzezeit, in der der Dolmen El Terriñuelo oder Teriñuelo errichtet wurde, der sich etwa einen Kilometer südöstlich der Stadt befindet.

## Einzelnachweise

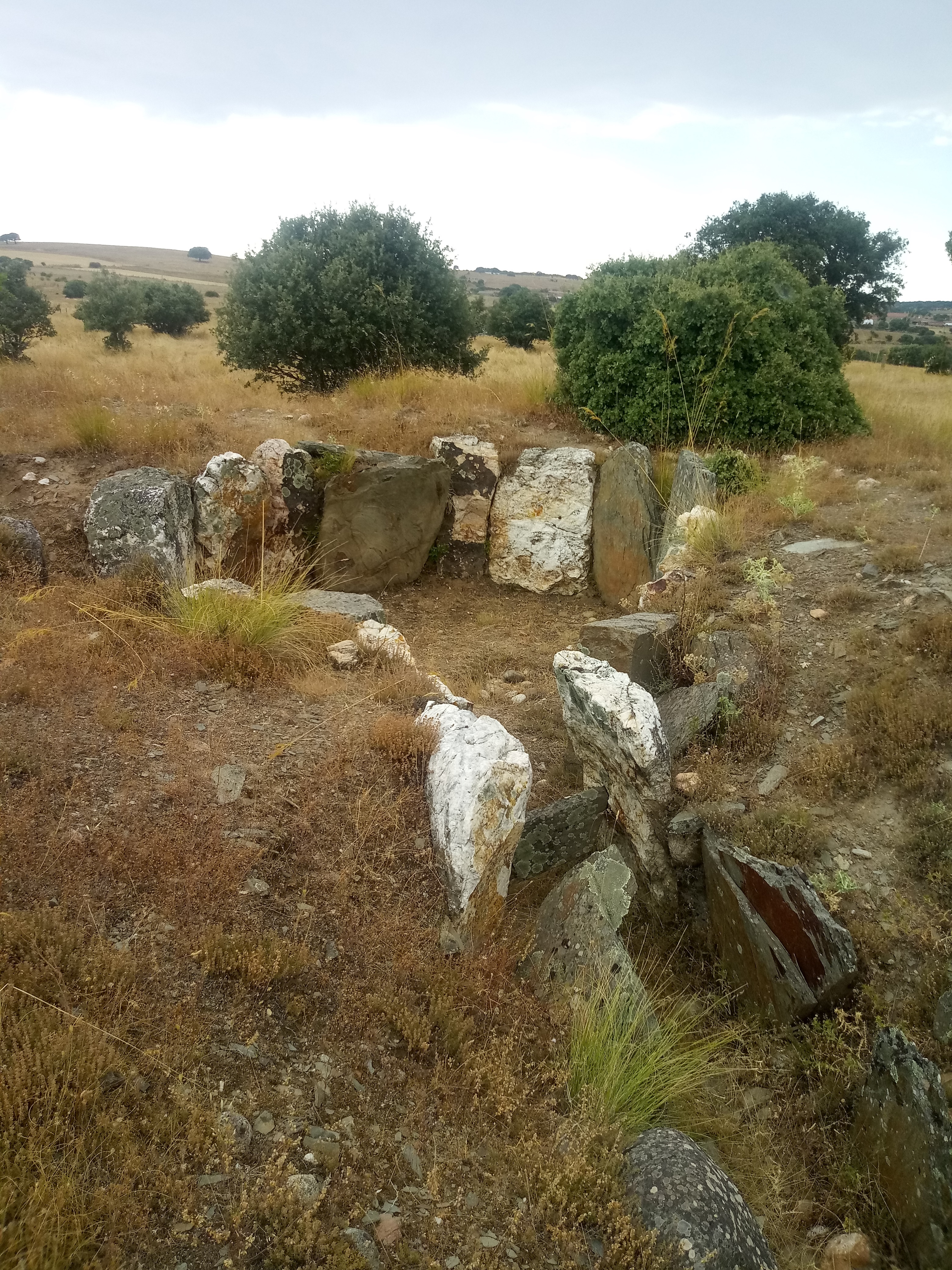
Dolmen Teriñuelo